# Sockenstämma

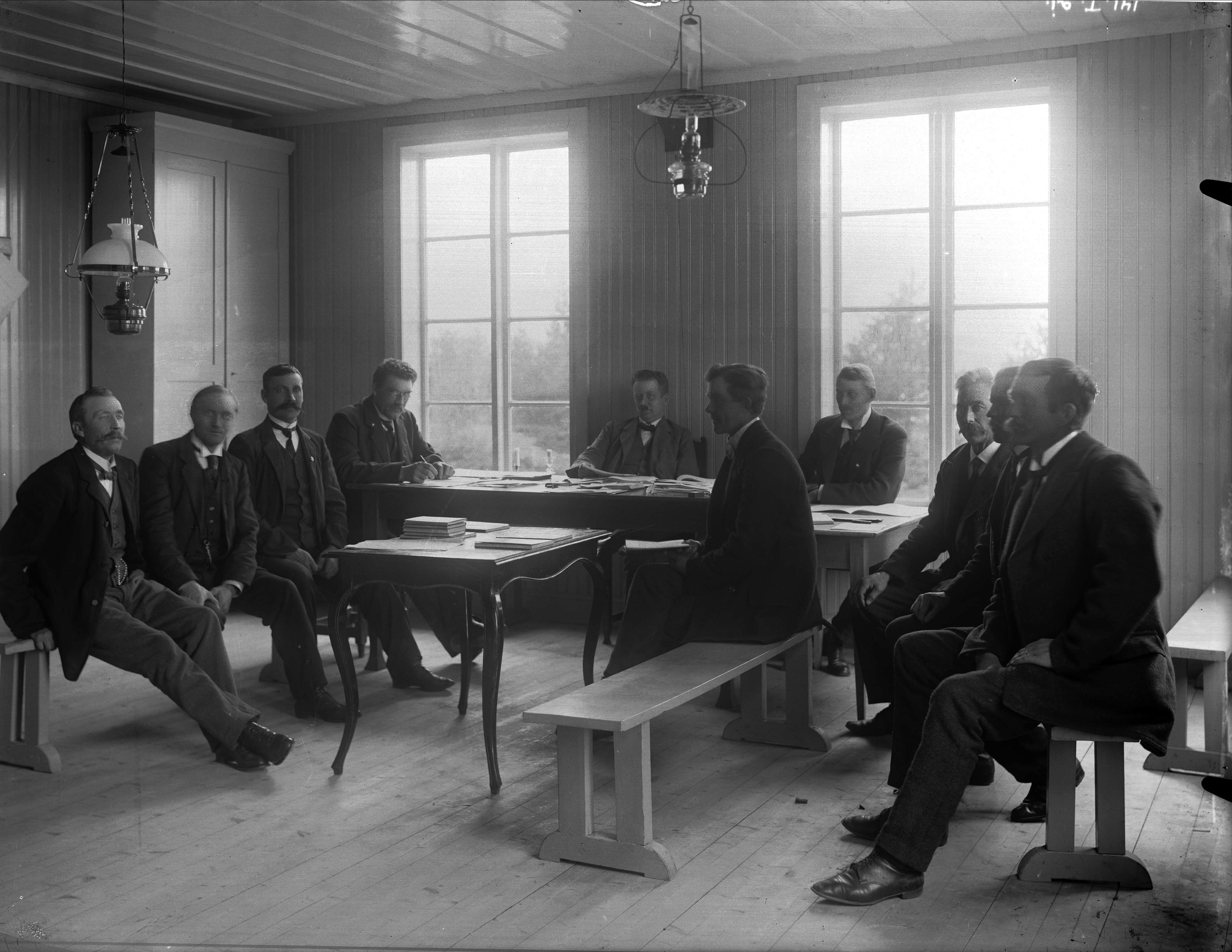
Kommunalstämma, sockenstämma i Bodums socken, Ångermanland.

Sockenstämma var det högsta beslutande organet i en socken eller församling. Fram till 1862 års kommunalförordningar var sockenstämma det beslutande organet i alla lokala angelägenheter, men då delades socknen i en kyrklig och en borgerlig kommun. 
Ett separat kyrkoråd hade inrättats 1817, och kommunalreformen 1862 innebar att sockenstämman fortsatte som det beslutande organet i den kyrkliga kommunen, medan den borgerliga kommunens beslutande organ fick namnet kommunalstämma.
Protokoll och andra dokument efter sockenstämmorna förvaras i regel i kyrkoarkiven som återfinns hos landsarkiven, men enstaka dokument kan finnas i kommunarkiven.

## De äldsta sockenstämmorna
Sockenstämman som institution uppkom sannolikt samtidigt som de första socknarna eller territorialförsamlingarna. De tidiga sockenstämmorna fattade beslut om underhållet av kyrkan och förvaltningen av dess tillgångar. Såvitt man vet ägnade sig sockenstämman inte åt rättsskipning under katolsk tid eller årtiondena efter reformationen.
Vid Uppsala möte 1593 restes krav på skärpt tillsyn över församlingslivet och sedlig förnyelse. Detta blev startpunkten för sockenrättsskipningen, som sedan utvecklades under 1600-talet, bland annat genom införandet av sexmän. Genom riksdagsbeslut fastslogs att befolkningen skulle vara med och döma syndarna. Den rättsliga grunden för sockenstämmornas verksamhet förblev dock länge vag. I 1650 års prästprivilegier fastslogs att prästerskapet skulle ställa dem inför rätta som på olika sätt förbrutit sig mot Guds bud. Om relationerna gentemot den världsliga rättvisan sades däremot ingenting.  Länsman och fjärdingsman blev ansvariga för att verkställa straffen.

## Sockenstämmorna tappar makt
Karl XI försökte föra över så mycket som möjligt av sockenrättsskipningen till världsliga domstolar. Efter en resolution 1684 lades mål om förmyndarskap, testamenten, tvister om bänkrum och gravställen, oljud, trätor och slagsmål i kyrkan samt eder och sabbatsbrott helt under världslig jurisdiktion. Genom 1686 års kyrkolag begränsades kyrkans rättsskipning ytterligare. I 1723 års prästprivilegier sades att sockenstämma skulle hållas två gånger om året, efter kallelse av kyrkoherden, som även fungerade som ordförande och skrev protokoll. Enligt samma privilegier var alla ”sockenmännerna” tvungna att delta. Däremot fanns fortfarande inga bestämmelser om hur besluten skulle fattas, verkställas eller överklagas. Inte heller 1734 års lag ger några besked om detta. Först 1817 utfärdades en förordning om sockenstämmor och kyrkoråd. Sockenrättsskipningen överfördes då helt och hållet till kyrkorådet.

## En institution i förändring
En genomgång av ärenden vid sockenstämmorna i Olands och Frösåker i Uppland från perioden 1724–1800 visar att en tredjedel rörde frågor om reparationer eller ombyggnationer av kyrkan och prästgården. Näst vanligast var val av bland annat sockenskrivare, sexmän, kyrkvärdar, kyrkvaktare, klockare, organist och sockenskräddare. Frågor som rörde sockenrättsskipningen var lika vanliga som valärendena. Den fjärde vanligaste typen av ärenden rörde socknens ekonomi. I mindre utsträckning diskuterades fattigvård, sockenmagasin, undervisning och liknande. Sockenstämman som institution förändrades dock under 1700-talet, och ärenden rörande exempelvis sockenmagasin, brandskydd och fattigvård blev vanligare, samtidigt som sockenrättsskipningen minskade i betydelse. Det var en utveckling som fortsatte under 1800-talet, då fattigvård och andra sociala frågor blev en allt större del av sockenstämmans verksamhet.